# Warsaw Unit
Warsaw Unit (česky: Varšavská jednotka) je neomodernistický kancelářský mrakodrap ve Varšavě, v hlavním městě Polska.
Výstavba budovy probíhala v letech 2017 až 2021. Má 46 podlaží a výšku 180 metrů (s anténou 202). Budova disponuje prostory o celkové výměře 59 000 m², které obsluhuje 14 výtahů. K dispozici je také 456 parkovacích míst.
Jedním z nejzajímavějších prvků architektury Varšavské jednotky je použití fasády Dragon Skin („dračí kůže“), kinetické fasády, skládající se z několika tisíc pohyblivých dlaždic, které mají reagovat na poryvy větru a vytvářet jedinečné obrazy.
V nejvyšším patře mrakodrapu se nachází terasa obklopená prosklenou stěnou.